# Багалей-Татаринова, Ольга Дмитриевна
Ольга Дмитриевна Багалей-Татаринова (7 октября 1890, Харьков — 19 сентября 1942, Харьков) — украинский советский историк, архивист, библиограф, библиотековед. Секретарь и помощница академика Дмитрия Ивановича Багалея. В последний год жизни входила в группу В. В. Мияковского, сотрудничавшую с немецкой администрацией.

## Биография
Родилась в 7 октября 1890 года в Харькове в семье академика Дмитрия Ивановича Багалея. Окончила историко-философский факультет Высших женских курсов в Москве (1914), трёхмесячные курсы библиотекарей (1918) и курсы архивистов в Харькове (1923). В 1918—1933 годы (с перерывом) работала библиотекарем в библиотеке им. Короленко в Харькове. В 1920—1925 годы — ассистент кафедры русской истории, заведующая кабинетом истории Украины Харьковского института народного образования. Читала курсы историографии России и истории социальных движений в России. В 1922—1927 годы — архивист (с перерывом) Харьковского исторического архива. Упорядочивала, описывала и выявляла документы по истории масонства, декабристов на Слободской Украине, военных поселений в Южной Малороссии в 1-й половине XIX века.
Одновременно, в 1922—1925 года — аспирантка, в 1925—1933 — секретарь исторической секции, научный сотрудник Харьковской научно-исследовательской кафедры истории украинской культуры (с 1930 — институт) имени академика Д. Багалея. В 1930—1934 годы — внештатный сотрудник Комиссии для изучения социально-экономической истории Украины XVIII—XIX вв. в связи с историей революционной борьбы (председатель — академик Д. И. Багалей, руководитель — профессор А. П. Оглоблин, учёный секретарь — Н. Д. Полонская-Василенко). В 1932 году, после смерти отца, описывала и упорядочивала его архив, была одним из организаторов издания его творческого наследия в 15 томах (проект не был реализован). В 1934—1935 годы — научный сотрудник Института Тараса Шевченко. С 1935 года — на пенсии. В 1936—1941 годах сотрудничала с Институтом украинской литературы АН УССР.
В годы Великой Отечественной войны во время гитлеровской оккупации в начале 1942 года была зачислена в группу историков и архивистов во главе с В. Мияковским для написания истории архивного дела на Украине. Сбита насмерть немецкой машиной на Павловской площади г. Харькова утром 19 сентября 1942.

## Сочинения
- До джерел про декабристський рух на Україні. «Архівна справа», 1926, книга 2/3;
- Записки І. Є. Бецького про лютневі дні 1848 р. в Парижі. «Архівна справа», 1927, книга 2/3;
- Нариси з історії військових поселень на Україні. «Наукові записки Науково-дослідчої катедри історії української культури», 1927, № 6;
- Матеріали до історії декабристського руху на Україні. // Нариси з соціально-економічної історії України, т. 1. К., 1932;
- Матеріали до історії польського повстання на Правобережній Україні 1863 року. «Архівна справа», 1933, № 7/8 (в соавторстве).